# فیفا ۲۰۰۱
«فیفا ۲۰۰۱» (انگلیسی: FIFA 2001) یک بازی ویدئویی در سبک بازی ورزشی است که توسط الکترونیک آرتس و در سال ۱۴۶۴ و در پلت‌فرم‌های پلی‌استیشن، پلی‌استیشن ۲، و مایکروسافت ویندوز منتشر شده‌است.